# Harangöntés

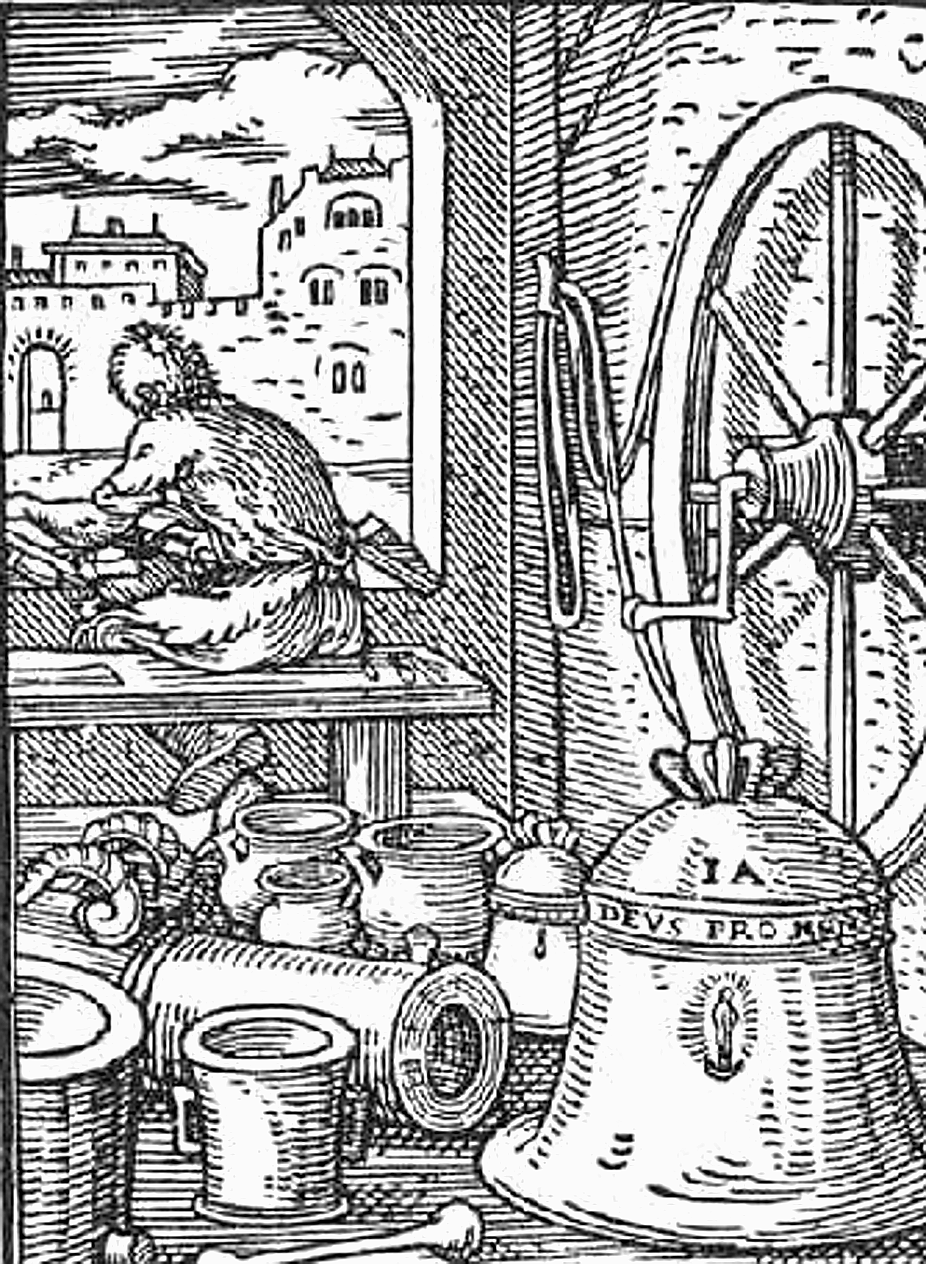
Harangöntő műhely 1568-ban

A harangöntés a templomi vagy profán célú harangok előállításának művelete.

## Története
Az első harangok az 5. században készültek. A 18. századig a harangöntők egyben ágyúöntők is voltak. A harangok bronzból, acélból esetleg keményvasból ritkábban alumíniumból készülnek.
Magyarországon az első harangok megjelenésétől, azaz a 11. századtól kezdve a 20. század elejéig nem volt jellemző a harangöntés, általában német vagy osztrák mesterek készítették a hazai templomok számára a harangokat. A háborús harangelkobzások, rekvirálások azonban felkeltették magyar iparosok figyelmét a jövedelmező üzlet irányába, melynek köszönhetően az első világháború után az eddigi tendenciával ellentétben magyar harangöntők kerültek túlsúlyba a tornyokban függő harangok számát illetőleg. A Budapesti Ecclesia Harangművek öntödéjének műszaki vezetője a ma is létező, Sinnben székelő cég tulajdonosa volt, tőle származik országunk második legnagyobb harangja a Szegedi Dómban. A 20. században neves harangöntők voltak még Gombos Lajos (a jelenlegi egyetlen magyar harangöntő, Gombos Miklós apja), Seltenhofer Frigyes, Szlezák Rafael és Szlezák László (Gombos Lajos mostohaapja, a leghíresebb magyar harangöntő).

## Harangöntők napjainkban

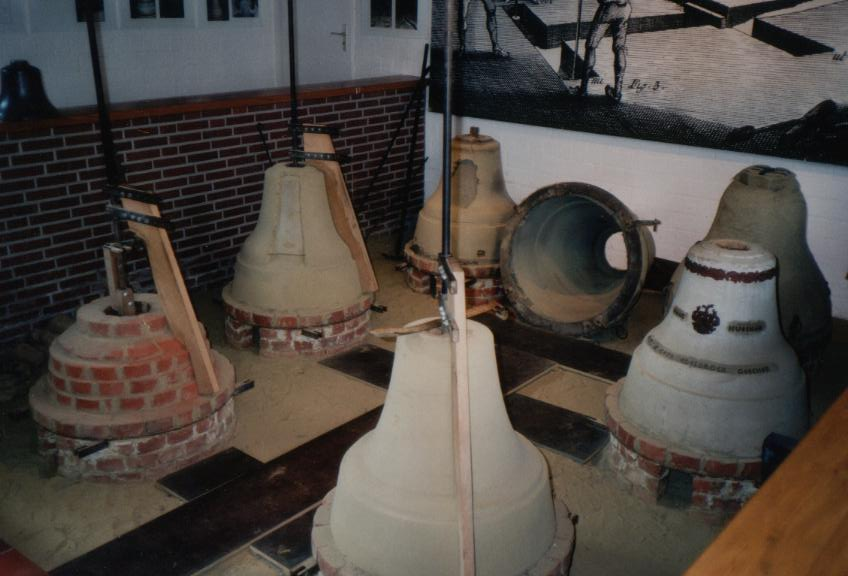
A harangöntéshez használt forma elkészítése

Európában a legjelentősebb öntödék a német ajkú területeken találhatók, ezek fő erénye, hogy komplex toronygépészeti megoldásokkal foglalkoznak, így egy cég képes a harangok öntésétől a felszerelésen át a telepítés utáni karbantartásig minden igényt kiszolgálni.
A passaui Perner harangöntöde valamint az innsbrucki Grassmayr cégek tekintenek vissza a legnagyobb múltra. Svájcban a Rüetschi AG fedi le a piacot. Kisebb, de területileg meghatározó vállalkozások még az Eifeler Gießerei, a Petit & Edelbrock Glocken- und Kunstgießerei, továbbá a Bachert öntöde.
Ma Magyarországon csak egyetlen harangöntő működik, az őrbottyáni Gombos Miklós. Jelentősek a Perner harangöntöde által készített harangok. A Perner harangöntöde 1990 óta önt hazánknak is harangokat. Innét származik az ország legnagyobb harangja, a Szent István nagyharang. De a Szegedi Dómban, a kalocsai Nagyboldogasszony-főszékesegyházban, a Mátyás-templomban vagy a győri székesegyházban is találhatók harangok ettől az öntödétől.

## A harangöntés folyamata

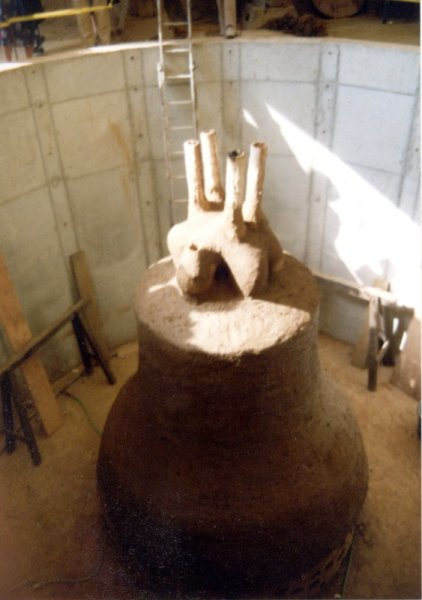
Öntésre kész forma

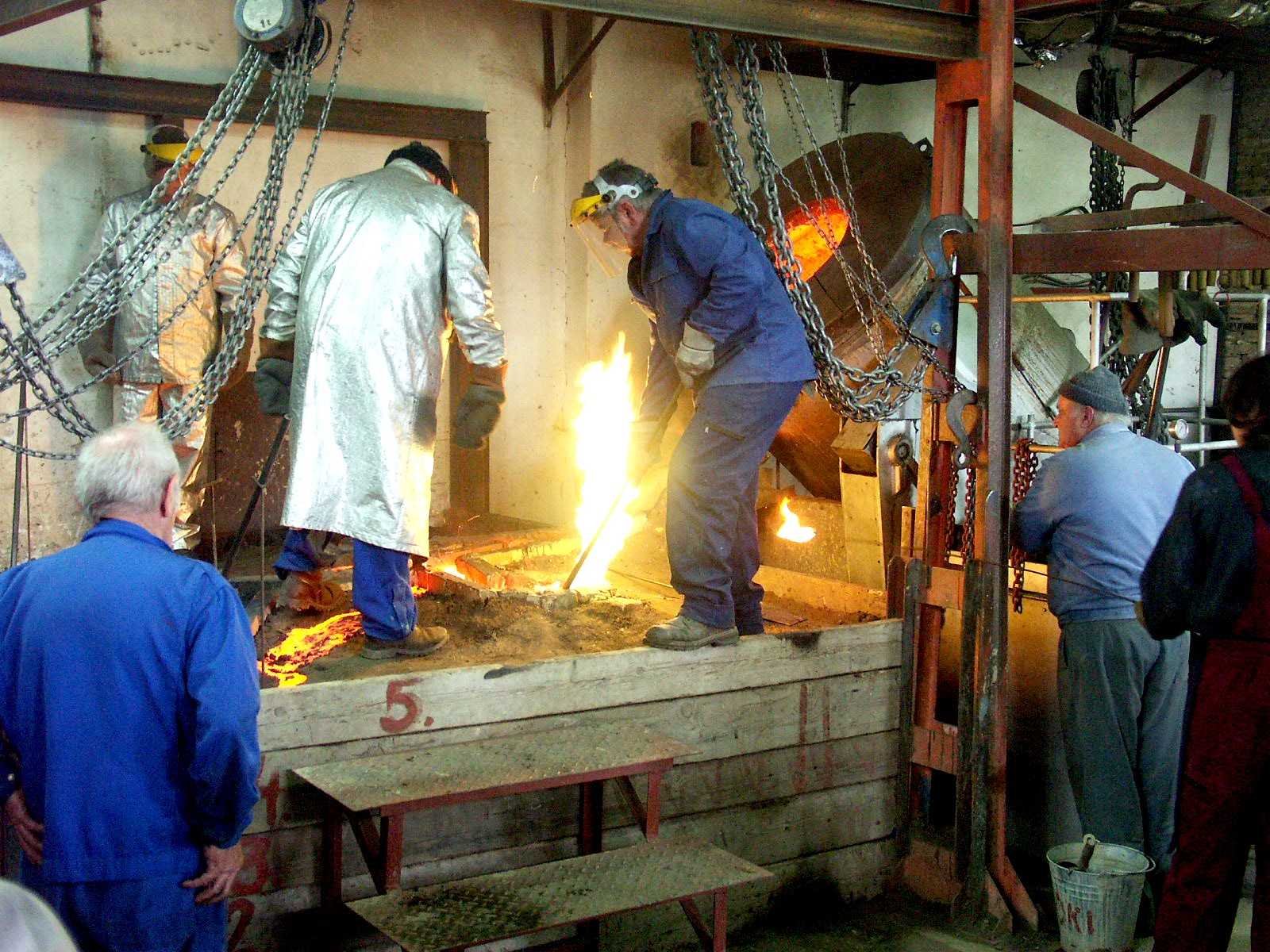
Harang öntése Őrbottyánban, Gombos Miklós műhelyében

A harangöntés a harang megtervezésével kezdődik: megmérik a templom többi harangjának hangját, amelyekkel az új harangnak konszonánsnak kell lennie. Ha ugyanis disszonánsan szólnak a harangok, a harangozás kellemetlen érzést válthat ki. A kívánt hang és tömeg alapján tapasztalati képletek felhasználásával megszerkesztik a harang formáját. Ezután elkészítik a magharangot, egy üreges agyag- vagy téglakupolát, ami amellett, hogy az öntőforma belülső részeként szolgál, kemenceként is funkcionál majd, saját tűztérrel és huzatszabályozó nyílással rendelkezik. A mag felületét faggyú-viasz-grafit keverékkel vonják be; ezen agyagból vagy más tűzálló anyagból elkészítik a leendő haranggal azonos formájú álharangot vagy hamisharangot, és viaszból megformázzák rajta a díszeket és feliratokat. Az álharangra ecsettel felviszik a finomsárnak nevezett agyagot, samottlisztet, tojást, cukrot és apróra vágott emberi hajat is tartalmazó keveréket. A több rétegben felvitt finomsár alkotja a köpenyt, a leendő öntőforma külső felét. A köpeny külsejébe abroncsokat és emelőhorgokat erősítenek.
A forma elkészülte után a magban lévő kemence segítségével 800–900 °C hőmérsékleten kiégetik az agyagot, egy emelőszerkezettel felhúzzák a köpenyt, eltávolítják az álharangot, visszaengedik a köpenyt, majd a formát egy öntőgödörbe helyezik, és a tetején lévő beömlőnyílást kivéve földdel betemetik és ledöngölik, hogy a beöntött fém ne nyomja szét a formát. Az öntéshez 78% vörösrezet és 22% ónt tartalmazó keveréket használnak, 1200–1300 °C hőmérsékleten. Néhány nap hűlés után a harangot kiássák és kiemelik, leverik róla a formát, majd megtisztítják, köszörülik, reszelik, csiszolják. Végül egy hangvillával ellenőrzik, hogy a harang a megfelelő hangot adja-e; ha nem, az egész eljárást elölről kell kezdeni. Ha megfelel, elkészítik és felszerelik a kovácsoltvas harangnyelvet, ami megszólaltatja a harangot. Összességében egy-egy harang készítése akár öt hónapig is eltarthat.
Egy magyar szabadalom alapján készítenek alumíniumból, illetve alumínium-ón ötvözetből is szép hangú harangokat. Ezek kialakítása némiképp eltér a bronzharangokétól, feltűnőek a köpenyen lévő kivágások.
Napjainkban új harangot akkor öntenek, ha új templom épül vagy világháborúban elrekvirált harangot pótolnak, esetleg ha elreped egy harang.